# EWHL Super Cup 2018-2019
La EWHL Super Cup 2018-2019 è l'ottava edizione di questo torneo, organizzato dalla Elite Women's Hockey League.

## Partecipanti
Le partecipanti sono rimaste otto. Anche in questa stagione non sono iscritte squadre svizzere. Le squadre tedesche sono scese a due (ECDC Memmingen e ESC Planegg/Würmtal) mentre l'ERC Ingolstadt Damen ha rinunciato. A queste si aggiungono cinque squadre provenienti dalla EWHL (Aisulu Almaty, KMH Budapest, EV Bozen Eagles,  Sabres Vienna e Eagles Salisburgo) e lo SKP Bratislava, che nella stagione precedente aveva disputato la EWHL mentre in questa stagione ha deciso di partecipare solo alla EWHL Super Cup.

## Formula
Le squadre si affrontano in un girone di sola andata. Non è previsto il pareggio: in caso di parità al termine dei tempi regolamentari si procede con la disputa di un tempo supplementare con la regola della sudden death, ed eventualmente dai tiri di rigore.

## Classifica
| Pos. | Società           | Stato                 | G | V | VOT | POT | P | Reti  | Diff. Reti | Punti |
| ---- | ----------------- | --------------------- | - | - | --- | --- | - | ----- | ---------- | ----- |
| 1.   | Vienna Sabres     | Austria (bandiera)    | 7 | 6 | 0   | 0   | 1 | 34:24 | +10        | 18    |
| 2.   | ECDC Memmingen    | Germania (bandiera)   | 7 | 5 | 0   | 1   | 1 | 23:10 | +13        | 16    |
| 3.   | Planegg/Würmtal   | Germania (bandiera)   | 7 | 4 | 1   | 0   | 2 | 23:33 | +1         | 14    |
| 4.   | SKP Bratislava    | Slovacchia (bandiera) | 7 | 4 | 0   | 0   | 3 | 21:17 | +4         | 12    |
| 5.   | KMH Budapest      | Ungheria (bandiera)   | 6 | 2 | 0   | 0   | 4 | 20:17 | +3         | 6     |
| 6.   | EV Bozen Eagles   | Italia (bandiera)     | 7 | 2 | 0   | 0   | 5 | 17:28 | -11        | 6     |
| 7.   | Salisburgo Eagles | Austria (bandiera)    | 6 | 1 | 1   | 0   | 4 | 8:15  | -7         | 5     |
| 8.   | Aisulu Almaty     | Kazakistan (bandiera) | 7 | 1 | 0   | 1   | 5 | 8:21  | -13        | 4     |

Aggiornata al 14 febbraio 2019
Le Vienna Sabres si aggiudicano per la terza volta il titolo di EWHL Super Cup.